# Callochiton gaussi
Callochiton gaussi is een keverslakkensoort uit de familie van de Callochitonidae. De wetenschappelijke naam van de soort is voor het eerst geldig gepubliceerd in 1908 door Thiele.